# AEK Arena
AEK Arena — це проєкт футбольного стадіону у Західній Аттиці, Греція. Мета проєкту є будівництво сучасного футбольного стадіону, який буде використовуватися футбольним клубом АЕК, який є одним з трьох найбільших клубів Суперліги Греції.

## Розташування
Як було оголошено 6 вересня 2007 року, стадіон буде побудований в Ано-Ліосія, в північно-західній околиці Афін. 

## Характеристики
За словами президента АЕК, Деміса Ніколаїдіса, стадіон матиме пропускну здатність не менше 50 000 глядачів, і відповідатиме усім критеріям УЄФА, для того щоб отримати статус п'ятизіркового. Стадіон також включатиме торговий центр на близько 50000 квадратних метрів, багатозальний кінотеатр, численні кафе і ресторани.

## Скасування проєкту
Проєкт так і не вдалось втілити у життя, так як він був скасований у зв'язку з фінансовими проблемами клубу. 10 липня новий власник клубу AEK Дімітріс Меліссанідіс оголосив, що для клубу буде побудований новий стадіон у Неа-Філадельфія, де був розташований стадіон Nikos Goumas Stadium, який довгий час був домашнім стадіоном клубу.